# Allen Bula
Allen Bula (ur. 4 stycznia 1965) – gibraltarski piłkarz, grający na pozycji napastnika, trener piłkarski.

## Kariera piłkarska

### Kariera klubowa
Karierę piłkarską rozpoczął w klubie Manchester United (Gibraltar). Potem występował w klubach Gibraltar United F.C. i St Joseph’s F.C. W 1987 zakończył karierę piłkarską w Glacis United F.C.

### Kariera reprezentacyjna
Występował w młodzieżowej reprezentacji Gibraltaru.

## Kariera trenerska
W latach 2006–2010 pracował w Akademii Piłkarskiej MFK Košice. Od listopada 2010 prowadzi narodową reprezentację Gibraltaru.